# Kanton Ouessant
Ouessant is een voormalig kanton van het Franse departement Finistère. Het kanton maakte deel uit van het arrondissement Brest.
Het kanton werd op 22 maart 2015 opgeheven ingevolge het decreet van 13 februari 2014. Daarbij werd de gemeente Ouessant, de enige waaruit het kanton bestond, opgenomen in het kanton Saint-Renan.